# Émile Schweitzer
Pour les articles homonymes, voir Schweitzer.
Georges Émile Schweitzer, né le 24 juillet 1837 à Strasbourg et mort le 27 novembre 1903 dans la même ville, est un artiste peintre et photographe alsacien.

## Biographie
Émile Schweitzer naît le 24 juillet 1837 à Strasbourg. Son père est Jean Georges Schweitzer, commis-voyageur né en 1859, et sa mère Élisabeth Ballmann, née en 1863. Le 27 décembre 1864, il épouse Catherine Quiri à Vendenheim.
Élève de Théophile Schuler et Jean-Baptiste Petit-Gérard, il donne entre 1865 et 1870 des cours de dessin au gymnase Jean-Sturm. À partir de 1870, il tient un atelier de photographie dans le passage de la Pomme de pin et à partir de 1888 il est mentionné comme photographe de la cour impériale et du prince de Hohenlohe,.

## Œuvres
En tant qu’aquarelliste, il réalise de nombreuses scènes historiques de bonnes facture, dont certaines sont publiées dans le Strasbourg historique et pittoresque depuis son origine jusqu'en 1870 d’Adolphe Seyboth, paru en 1894 ou Guerre de 1870. le siège de Strasbourg, paru en 1897. Il est aussi l’un des illustrateur de l’almanach Le Grand Messager boiteux de Strasbourg.
Émile Schweitzer pratique également l’illustration anatomique et médicale entre 1865 et 1870. Sa première publication dans ce domaines est l’illustration de l’ouvrage Nouveaux éléments d’anatomie descriptive d’Henri-Étienne Beaunis et Abel Bouchard, paru en 1868. La plupart des dessins sont des originaux réalisés directement d’après les préparations des deux médecins et sous leur contrôle, mais toutes n’étant pas signé, leur attribution n’est pas toujours certaine. Schweitzer signe 86 dessins, et plus de deux cent autres lui sont attribués. Il est également le principal illustrateur du Traité pratique de l’art des accouchements traduction française du Lehrbuch der Geburtshilfe de H.F. Naegele et W.L. Grenser, paru en 1869. Enfin, il réalise plus de cinquante illustrations de la quatrième édition du Traité de médecine opératoire de Charles-Emmanuel Sédillot, parue en 1870.